# 臺灣省國語推行委員會
臺灣省國語推行委員會是中華民國在臺灣省曾設置過的文化、教育機關，專責推廣中華民國國語和「我手寫我口」的官話白話文這些語言文字工作。此外在臺灣各縣市也曾短暫成立國語推行所。

## 沿革

### 成立背景
二次大戰期間的民國33年（1944年）4月17日，中華民國國民政府成立臺灣調查委員會。
1945年末，台灣省行政長官陳儀派台灣省行政長官公署參議魏建功（北京大學中文系畢，馬裕藻、朱希祖、許壽裳、錢稻孫、周樹人、胡適、蔡元培、陳獨秀等的學生，原任教育部國語會簡任專門委員）開始主持籌建，魏的副手是北京大學學弟何容（兆熊）。

### 正式創立
民國35年（1946年）4月2日，臺灣省行政長官公署公布〈臺灣省國語推行委員會組織規程〉，臺灣省國語推行委員會正式成立:633。
1947年5月，台灣省行政長官公署改組為台灣省政府，國語推行委員會由與台灣省行政長官公署教育處平行的直屬機關變成台灣省政府教育廳的所屬機關。不久（約在1947年6月或以后），魏建功永遠離開台灣，何容升主任委員。
1959年7月1日，何容去職，台灣省國語推行委員會歸併到台灣省政府教育廳，從獨立的所屬機關變成廳長兼主任委員的任務編組台灣省政府教育廳國語推行委員會，許多工作也由教育部國語推行委員會接手，名存實亡。
1999年6月30日，台灣省政府教育廳隨著精省走進歷史。1999年7月1日，台灣省政府教育廳改組為教育部中部辦公室，國語業務歸併到教育部國語推行委員會。

## 組成
臺灣省國語推行委員會成支出的組織及人員如下:633、634：
- 主任委員：魏建功
- 副主任委員：何容
- 常務委員：方師鐸、李劍南、齊鐵恨、孫培良、王玉川
- 委員：馬學良、黎錦熙、林紹賢、龔書熾、蕭家霖、徐敍賢、周辨明、張同光、朱兆祥、沈仲章、曾德培、葉桐、嚴學宭、吳守禮、王炬

| 組室       | 職掌                                           | 主管           |
| ---------- | ---------------------------------------------- | -------------- |
| 秘書室     | 文書、人事、記錄                               | 林紹賢         |
| 調查研究組 | 國語方言之調查研究、國語推行方案計畫事項       | 王玉川、朱兆祥 |
| 編輯審查組 | 國語書報、字典、教材教法之搜集審查、編輯等事項 | 孫培良         |
| 訓練宣傳組 | 國語師資之訓練、語文教育之視導考核、宣傳等事項 | 齊鐵恨、王炬   |
| 總務組     |                                                | 張宣忱         |

## 影響
所稱國語是以北京話發音為基礎的中華民國事實官方語言，機關任務是在戰後台灣首先試驗實施國語與中國文字間「言文一致」的做法與理想。
國語在台灣推行的方法有：取締日文圖書，建立國音標準，使用國語注音，強制推行國語，設置國語推行員，獎勵學習國語，利用方言學習國語等（台灣教育界至今仍使用國語注音、國音標準）。
有一說這是國語推行委員會的首任主任委員魏建功擘劃的，其中利用方言（當時的用語；就是母語）學習國語是魏建功非常強調和鼓勵的推行方法，魏本身也努力學習和研究臺灣話（留有與吳守禮討論臺灣話的論文）。
與魏建功本身的左翼思想及北大重視民間文化研究的學術背景有關。
魏去職后，部分學校教育長期全面禁用臺灣地區方言（包含原住民語、客家話、臺灣話等）。其他方針被後來遷徙至台灣的中華民國政府予以全盤接受，而且強力推動。
本土語言、文化（臺語、客語歌謠和戲曲等）被宣傳成「沒水準」，部分學校曾實行嚴苛的賞罰制度（以罰為主），說方言要受很嚴厲的責罰：罰錢、脖子掛牌示眾、打屁股、打手心等。
國語推行委員會雖然完成普及國語的任務，但是因為其任務只有「推行國語」，許多台灣學者認為該委員會或推行之國語運動也造成了「台灣語言生態失衡現象」。

## 相關
- 教育部國語推行委員會